# Belgrandiella boetersi
Belgrandiella boetersi is een slakkensoort uit de familie van de Hydrobiidae. De wetenschappelijke naam van de soort is voor het eerst geldig gepubliceerd in 1998 door P. Reischutz & Falkner.